# Route nationale 750
Die Route nationale 750, kurz N 750 oder RN 750, war eine französische Nationalstraße, die von 1933 bis 1973 zwischen La Celle-Saint-Avant und Le Blanc verlief. Ihre Länge betrug 59 Kilometer.